# Вуайен
Вуайе́н (фр. Voyenne) — коммуна во Франции, находится в регионе Пикардия. Департамент коммуны — Эна. Входит в состав кантона Марль. Округ коммуны — Лан.
Код INSEE коммуны — 02827.

## Население
Население коммуны на 2010 год составляло 288 человек.
| 1962 | 1968 | 1975 | 1982 | 1990 | 1999 | 2010 |
| ---- | ---- | ---- | ---- | ---- | ---- | ---- |
| 422  | 409  | 362  | 301  | 266  | 282  | 288  |

## Экономика
В 2010 году среди 190 человек трудоспособного возраста (15—64 лет) 130 были экономически активными, 60 — неактивными (показатель активности — 68,4 %, в 1999 году было 63,8 %). Из 130 активных жителей работали 109 человек (56 мужчин и 53 женщины), безработных было 21 (15 мужчин и 6 женщин). Среди 60 неактивных 17 человек были учениками или студентами, 16 — пенсионерами, 27 были неактивными по другим причинам.